# Alamovtsi
Alamovtsi (bulgariska: Аламовци) är ett distrikt i Bulgarien.   Det ligger i kommunen Obsjina Zlatograd och regionen Smoljan, i den södra delen av landet, 200 kilometer sydost om huvudstaden Sofia.
I omgivningarna runt Alamovtsi växer i huvudsak blandskog. Runt Alamovtsi är det ganska glesbefolkat, med 42 invånare per kvadratkilometer.